# Cristina Marsillach
Pour les articles homonymes, voir Marsillach.
Christina Marsillach del Río, née le 30 septembre 1963 à Madrid, est une actrice espagnole, connue pour son premier rôle dans le film Opéra de Dario Argento.

## Biographie
Marsillach est née à Madrid, dans une famille d'acteurs, fille d'Adolfo Marsillach et de Teresa del Río, Miss Espagne en 1960. Sa sœur, Blanca Marsillach, est également actrice,.
Elle fait ses débuts à l'âge de treize ans dans la série télévisée La señora García se confiesa. Elle poursuit sa carrière en jouant dans El poderoso influjo de la luna, Crimen en la familia, El mar y el tiempo et Últimas tardes con Teresa. Elle apparaît également dans des feuilletons télévisés tels que Segunda enseñanza et Las pícaras. Sa reconnaissance internationale vient de ses rôles principaux dans les films Parole d'officier (1986), dans lequel elle joue aux côtés de Tom Hanks, et Terreur à l'opéra, du cinéaste italien Dario Argento.

## Filmographie
Cinéma
- 1985 : L'Enchaîné de Giuseppe Patroni Griffi
- 1986 : Parole d'officier (Every Time We Say Goodbye) de Moshé Mizrahi
- 1987 : Terreur à l'opéra (Opera) de Dario Argento
- 1988 : I giorni del commissario Ambrosio de Sergio Corbucci
- 1988 : Treno di panna (it) d'Andrea De Carlo
- 1988 : I ragazzi di via Panisperna de Gianni Amelio
- 1989 : Marrakech Express de Gabriele Salvatores
- 1989 : 'o Re de Luigi Magni
- 1991 : Barocco de Claudio Sestieri
- 2023 : Dario Argento Panico de Simone Scafidi

Télévision
- 1991 : L'Amour maudit de Leisenbohg de Édouard Molinaro